# Herinneringskruis aan de Bondsexecutie 1863-64 in Holstein
Het Herinneringskruis aan de Bondsexecutie 1863-64 in Holstein (Duits: Erinnerungskreuz an die Bundes-Exekution 1863/64 in Holstein) was een ingestelde onderscheiding van het koninkrijk Saksen. De onderscheiding werd door koning Albert van Saksen op 8 augustus 1890 ingesteld ter herinnering aan de 26 jaar eerder door de Duitse Bond geleverde gevechten tegen Denemarken. Deze korte oorlog werd de Tweede Duits-Deense Oorlog genoemd. De overlevende Saksische militaire ambtenaren en militairen die niet op het slagveld aanwezig waren werden na vijftig jaar alsnog gedecoreerd. 
Saksen, Oostenrijk, Pruisen en alle andere Duitse staten trokken in 1849 in wat de Eerste Duits-Deense Oorlog zou gaan heten op tegen het kleine Denemarken dat in het Hertogdom Sleeswijk geen eigen regering erkende. In 1863 stonden de Duitsers en de Denen weer op het slagveld tegenover elkaar. In 1866 stonden Pruisen en haar Noordelijke bondgenoten tegenover Oostenrijk, Saksen en de Zuid-Duitse staten.
Na de Tweede Duits Deense Oorlog was in de jaren 1863-1864 sprake van een gezamenlijk ingrijpen van de Duitse Bond in Holstein. Oostenrijk en Pruisen bezetten en bestuurden in opdracht van de bond het aan de Deense Koning toebehorende Holstein. In de Vrede van Wenen werd besloten dat de twee hertogdommen het gezamenlijke bezit zouden worden van Pruisen en Oostenrijk. Deze vrede betekende weliswaar het einde van de Tweede Duits-Deense Oorlog, maar niet van het politieke getouwtrek om de twee hertogdommen. Bismarck wist heel goed dat Oostenrijk zich weinig zou kunnen bemoeien met deze verre, noordelijke, gebieden. De twee grote landen kwamen daarbij desondanks voortdurend in conflict, wat de vooropgestelde bedoeling van de Pruisische kanselier Bismarck was geweest. 
Oostenrijk en Pruisen bestuurden de drie hertogdommen ( Het derde gebied was Lauenburg) vooralsnog gezamenlijk. Spanningen tussen de twee machten over het gezamenlijke bestuur leidden in 1865 tot het Verdrag van Gastein, waarin werd bepaald dat Holstein onder Oostenrijks en Sleeswijk en Lauenburg onder Pruisisch bestuur kwam. Aan de Oostenrijkse zijde assisteerde het kleine Koninkrijk Saksen. De Duitse Bond en de pretendent "Frederik VIII" van Augustenburg hadden bij deze diplomatieke regeling het nakijken, en de Duitse Sleeswijk-Holsteiners zagen hun droom van een verenigde Sleeswijk-Holsteinse staat in rook opgaan.
De voortdurende Pruisisch-Oostenrijkse wrijvingen leidden in 1866 tot de Pruisisch-Oostenrijkse Oorlog, die in werkelijkheid om de hegemonie in Duitsland draaide. Na de Pruisische overwinning hierin bepaalde de Vrede van Praag (23 augustus 1866) dat de beide hertogdommen aan Pruisen toekwamen, dat ze samenvoegde tot de provincie Sleeswijk-Holstein binnen de Pruisische staat. 
Het uit een stuk bestaande bronzen kruis werd aan een geel lint met twee smalle hemelsblauwe strepen op de linkerborst gedragen. Het kruis is een kruis pattée. De oppervlakte van de armen is ruw ("gekörnt"), de rand van het kruis is iets verhoogd. Het centrale medaillon is omringd door lauweren en eikenblad en draagt het gekroonde en verstrengelde monogram "GR". Op de keerzijde staat in eenzelfde krans de jaartallen "1863 - 1864". Het kruis meet 38 bij 33 millimeter en weegt 143 gram.
Men droeg het kruis aan een hemelsblauw lint met twee smalle gele strepen op de linkerborst. Het lint is het spiegelbeeld of negatief van het lint van de strijdende militairen. In de jaren 1863-1864 hadden de troepen uit Saksen immers niet, zoals dat in 1848 wel het geval was, op het slagveld gevochten. Het omdraaien van de kleuren van het lint is in Duitsland sinds de instelling van het Pruisische IJzeren Kruis traditie.

## Zie ook

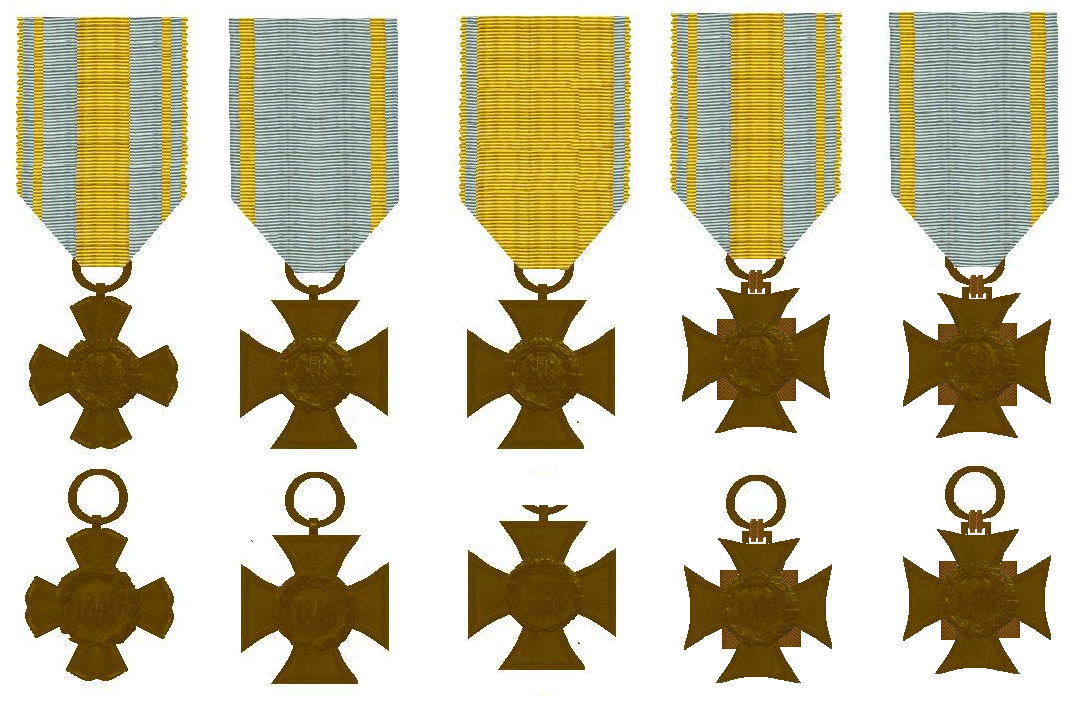
Herinneringskruisen van Saksen